# Érika Januza
Érika Januza da Trindade Gomes (Contagem, 7 de mayo de 1985) más conocida por su nombre artístico Érika Januza es una actriz y modelo brasileña.

## Biografía
Comenzó su carrera como actriz en 2012, protagonizada en la miniserie  Suburbia , sin ninguna experiencia en televisión. Antes de ser llamado para protagonizar la miniserie, trabajó como secretaria en una escuela en  Contagem , Minas Gerais, su ciudad natal. En 2014 se puso de relieve el papel de Alice en la novela  La sombra de Helena  de Manoel Carlos

## Filmografía

### Televisión

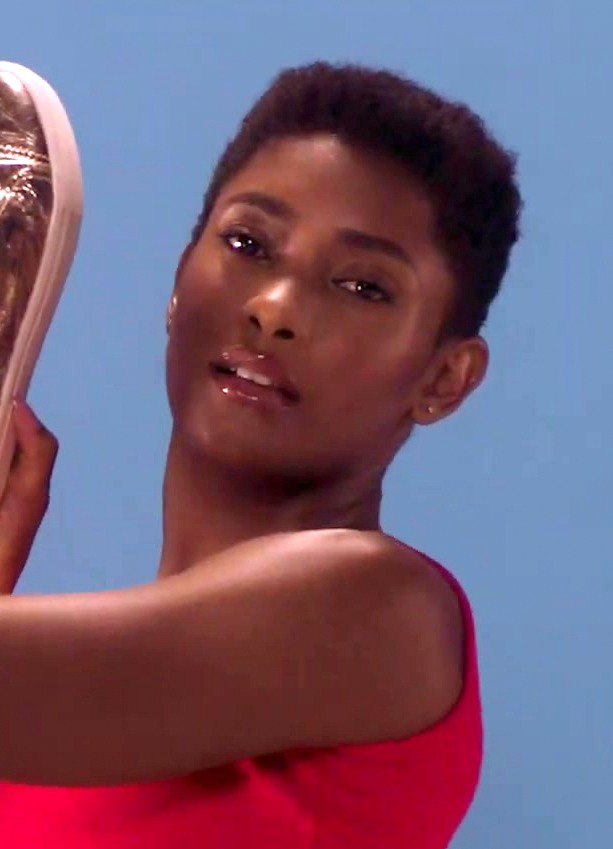
Januza en campaña publicitaria.

| Año  | Título                  | Personaje                         |
| ---- | ----------------------- | --------------------------------- |
| 2012 | Suburbia                | Conceição (Subúrbia)              |
| 2013 | Copa Hotel              | Kelly Madeira (sobrina de Adele)  |
| 2014 | La sombra de Helena     | Alice Machado Torres              |
| 2015 | Saltibum                | Reality show (participante)       |
| 2016 | Os Suburbanos           | Professora Rebecca                |
| 2016 | Totalmente Demais       | Vanessa                           |
| 2016 | Sol Nascente            | Júlia                             |
| 2017 | O Outro Lado do Paraíso | Raquel                            |
| 2018 | Danza de los famosos    | Participante (segunda colocación) |
| 2019 | Amor de mãe             | Marina                            |

### Cine
- 2015 - O Filme da Minha Vida
- 2016 - O Último Animal

## Teatro
- 2014 - Zezé Motta - O Musical
- 2016 - Paixão de Cristo